# Al Hansen
Pour les articles homonymes, voir Hansen.
Al Hansen, né le 5 octobre 1927 à New York (États-Unis) et mort le 22 juin 1995 à Cologne (Allemagne), est un artiste américain.
Il était membre de Fluxus, un mouvement issu d'un collectif d'artistes autour de George Maciunas.

## Biographie
Né à New York, Al Hansen était un ami de Yoko Ono et de John Cage. Pendant qu'il servait en Allemagne pendant la Seconde Guerre mondiale, Hansen poussa un piano du toit d'un immeuble de cinq étages. Cet acte est à la base de l’une de ses performances les plus connues, le Yoko Ono Piano Drop. De nombreux artistes ont également détruit ou altéré des pianos, notamment John Cage, Joseph Beuys, Nam June Paik et Raphael Montañez Ortiz. 

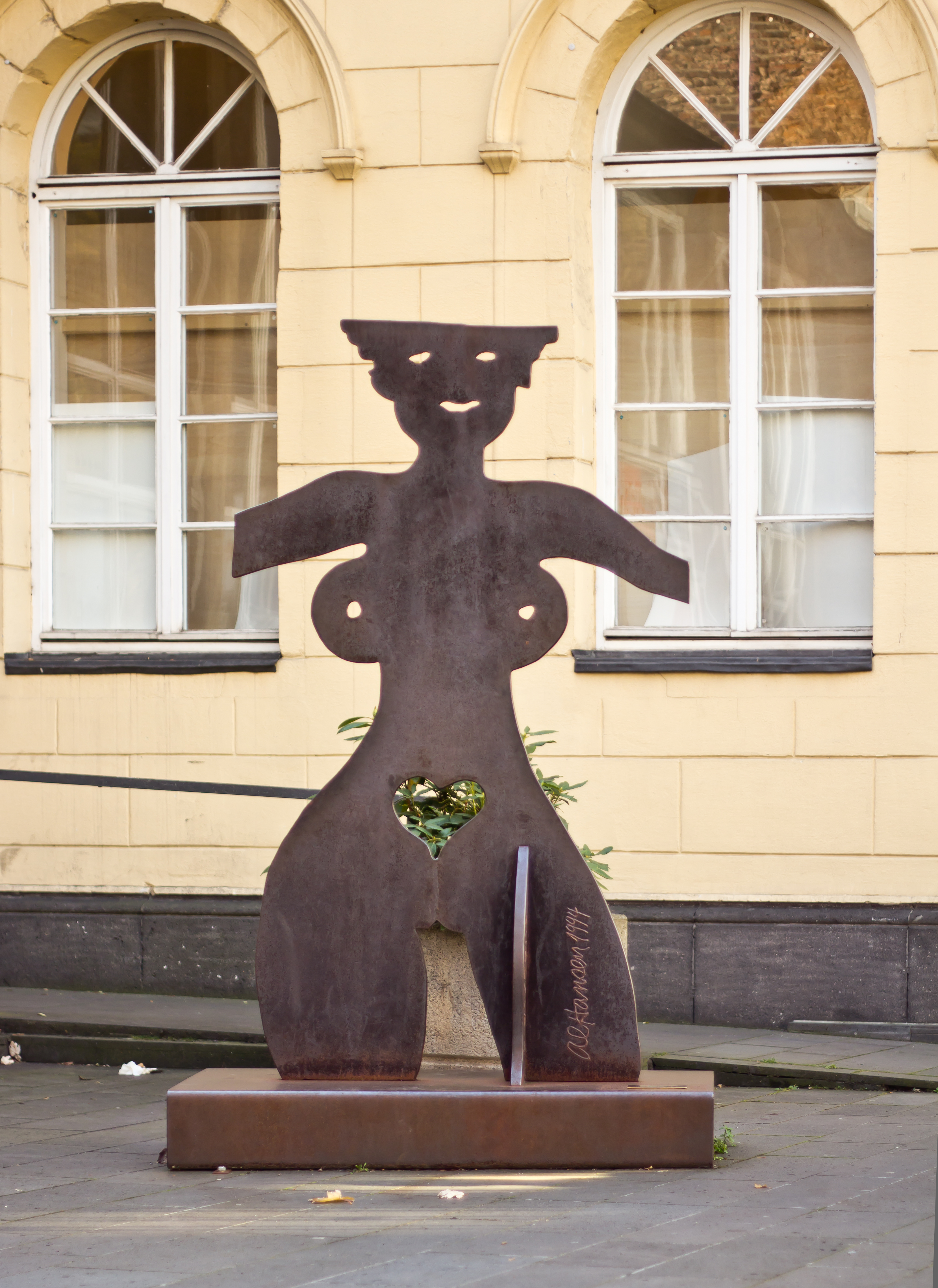
Amazone 3/9 à Cologne, Allemagne

Hansen a étudié avec le compositeur John Cage à la désormais célèbre classe de composition de 1958 à la New School for Social Research de New York, aux côtés de Dick Higgins, George Brecht et Allan Kaprow, entre autres étudiants. Hansen était un visiteur fréquent de The Factory, le studio d'Andy Warhol à New York. Hansen était peut-être surtout connu pour ses performances, sa participation à Happenings et ses collages dans lesquels il utilisait souvent comme matière première des mégots de cigarettes et des emballages de friandises, parmi lesquels de nombreuses variantes d'une sculpture faisant référence à la Vénus de Willendorf.
Il a écrit un livre important sur l'art de la performance, A Primer of Happenings et Time Space Art, publié par Something Else Press en 1965
En 1966, il participe au Symposium Destruction in Art de Londres organisé par Gustav Metzger où il rencontra et se lié d'amitié avec de nombreux artistes viennois. En octobre 1966, Otto Muhl organise un événement appelé "Concert d'action pour Al Hansen" à Vienne
Il est mort à Cologne, en Allemagne en 1995.

## Famille
Al Hansen est le père de Bibbe Hansen, protégé d'Andy Warhol, et le grand-père et mentor artistique du musicien rock Beck et de l’artiste Channing Hansen. Bibbe et Channing poursuivent son héritage en réalisant certaines de ses œuvres les plus emblématiques.